# Remmert Wielinga

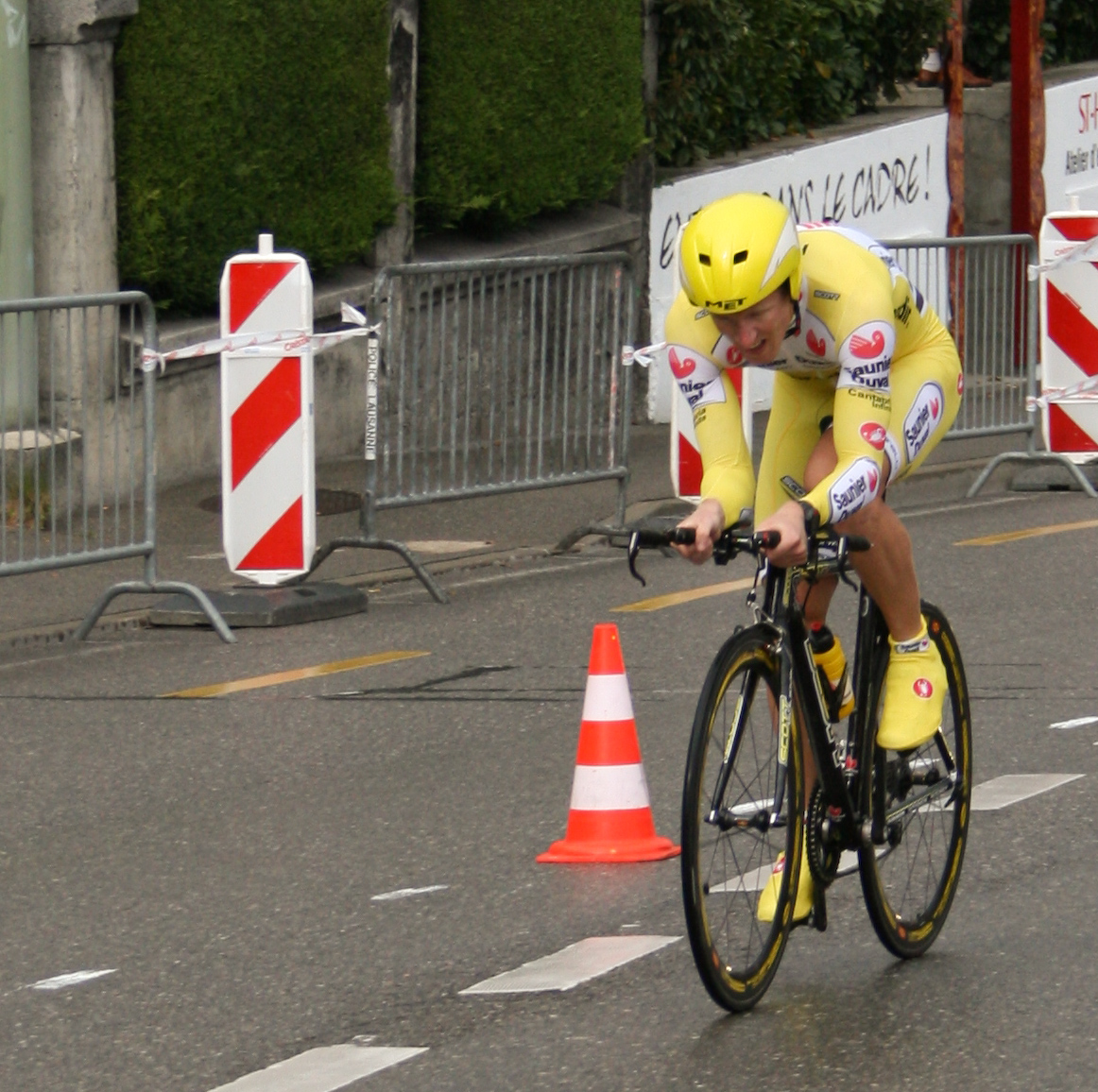
Remmert Wielinga en 2007.

Remmert Wielinga es un ciclista neerlandés nacido el 27 de abril de 1978 en la localidad de Eindhoven (Países Bajos).
Debutó como profesional en el año 2001 con el equipo De Nardi.

## Palmarés
2003
- 1 etapa de la Challenge a Mallorca
- 1 etapa de la Vuelta a Andalucía

2006
- GP Chiasso

## Equipos
- De Nardi (2001-2002)
- Rabobank (2003-2005)
- Quick Step-Innergetic (2006)
- Saunier Duval-Prodir (2007)
- Itera-Katusha (2011)

- Datos: Q1972695